# Kosuke Hagino
Kosuke Hagino (n. 15 august 1994, Tochigi, Japonia) este un înotător japonez, medaliat olimpic. A participat la 3 ediții ale Jocurilor Olimpice (2012, 2016, 2020) în care a câștigat o medalie de aur și două medalii de bronz.